# Milano-Torino 1931
La Milano-Torino 1931, diciannovesima edizione della corsa, si svolse il 4 giugno 1931 su un percorso di 200 km con partenza a Milano e arrivo a Torino. Fu vinta dall'italiano Giuseppe Graglia, che completò il percorso in 6h42'12" precedendo in volata i connazionali Piero Polano e Giuseppe Olmo. Parteciparono alla prova, riservata ai ciclisti di III e IV categoria (dilettanti), 65 ciclisti.

## Ordine d'arrivo (Top 10)
| Pos. | Corridore        | Squadra       | Tempo    |
| ---- | ---------------- | ------------- | -------- |
| 1    | Giuseppe Graglia | S.C. Vigor    | 6h42'12" |
| 2    | Piero Polano     | U.S. Ausonia  | s.t.     |
| 3    | Giuseppe Olmo    | U.C. Piaggio  | s.t.     |
| 4    | Antonio Folco    | S.C. Vigor    | s.t.     |
| 5    | Onorato Lolli    | U.S. Ausonia  | s.t.     |
| 6    | Agostino Martini | S.C. Galvani  | s.t.     |
| 7    | Guido Taglietti  | U.S. Ausonia  | s.t.     |
| 8    | Felice Lessona   | S.C. Paracchi | s.t.     |
| 9    | Francesco Bonino | Pro Dronero   | s.t.     |
| 10   | Domenico Oggero  | G.S. Spa      | s.t.     |